# Cropia phila
Cropia phila là một loài bướm đêm trong họ Noctuidae.